# Kašperské Hory
Kašperské Horyⓘ (niem. Bergreichenstein, wcześniej także Reichenstein) – miasto w Czechach, w kraju pilzneńskim.
Według danych z 1 stycznia 2024, liczba mieszkańców miasta wynosi 1391 osób (1085. miejsce w kraju wśród miejscowości; 551. miejsce wśród miast).
W okolicy miasta odkryto gigantyczne złoża złota szacowane na aż 120 ton czystego kruszcu o rynkowej wartości ok. 210 miliardów koron, czyli ok. 8,4 miliarda euro. Pojawiającym się planom wydobycia sprzeciwiają się zarówno władze pobliskiego największego w Republice Czeskiej Parku Narodowego Szumawa, jak i lokalna społeczność.  

## Demografia
| Rok             | 1970  | 1980  | 1991  | 2001  | 2003  | 2008  | 2016  | 2024  |
| --------------- | ----- | ----- | ----- | ----- | ----- | ----- | ----- | ----- |
| Liczba ludności | 1 683 | 1 701 | 1 644 | 1 603 | 1 562 | 1 593 | 1 450 | 1 391 |

Źródło: Czeski Urząd Statystyczny